# Paraplastis hampsoni
Paraplastis hampsoni là một loài bướm đêm thuộc phân họ Arctiinae, họ Erebidae.